# Dunaharaszti külső HÉV-állomás
Dunaharaszti külső HÉV-állomás (korábban Dunaharaszti) egy HÉV-állomás Dunaharaszti településen, amelyet a MÁV-HÉV Helyiérdekű Vasút Zrt. (MÁV-HÉV) üzemeltet. 1887-ben épült a H6-os HÉV vonalán, hozzá kapcsolódóan a szerelvények karbantartását végző járműteleppel együtt. (A ráckevei kocsiszín 1994-es megépítéséig egyedül szolgálta ki a vonalat.) A Dunaharasztig közlekedő betétjáratok külső végállomása. A település központjában helyezkedik el, közvetlenül az 510-es főút mellett. A HÉV állomás mellett, az 510-es főúton található egy négy kocsiállásos autóbusz-állomás, melyből kettőt a helyijárat, a másik kettőt a Volánbusz használja.

## Forgalom
| Járat | Útvonal | Gyakoriság       |
| ----- | --- | ---------------- |
|       | Budapest, Közvágóhíd – Pesterzsébet felső – Torontál utca – Soroksár felső – Soroksár, Hősök tere – Szent István utca – Millenniumtelep – Dunaharaszti felső – Dunaharaszti külső | Napi 2–7         |
|       | Budapest, Közvágóhíd – (Kén utca –) Pesterzsébet felső – Torontál utca – Soroksár felső – Soroksár, Hősök tere – Szent István utca – Millenniumtelep – Dunaharaszti felső – Dunaharaszti külső – Szigetszentmiklós – József Attila-telep – Szigetszentmiklós alsó – Szigetszentmiklós-Gyártelep – Szigethalom – Szigethalom alsó – Tököl                                                                                             | 20-60 percenként |
|       | Budapest, Közvágóhíd – (Kén utca –) Pesterzsébet felső – Torontál utca – Soroksár felső – Soroksár, Hősök tere – Szent István utca – Millenniumtelep – Dunaharaszti felső – Dunaharaszti külső – Szigetszentmiklós – József Attila-telep – (Szigetszentmiklós alsó –) Szigetszentmiklós-Gyártelep – Szigethalom – Szigethalom alsó – Tököl – Szigetcsép – Szigetszentmárton-Szigetújfalu – (Horgásztanyák – Angyalisziget –) Ráckeve | 20-60 percenként |

## Megközelítés tömegközlekedéssel
- Elővárosi busz:  650, 653, 654, 655, 659, 660, 661, 679
- Távolsági busz:  1110
- Helyijárat (Ventona)  1, 2, 3, 4